# Кренке, Виктор Данилович
Виктор Данилович Кренке (1816—1893) — военный инженер, участник русско-турецкой войны 1877—1878 гг., генерал-лейтенант, писатель в области сельского хозяйства.

## Биография
Родился 13 июня 1816 года, происходил из дворян Новгородской губернии. Воспитанник Павловского кадетского корпуса, из которого был выпущен в 1834 г. в Гренадерский сапёрный батальон, где состоял до 1850 г., а затем находился в распоряжении начальника инженеров Гвардейского и Гренадерского корпусов Уже в начале своей службы Кренке обращал на себя внимание неутомимой деятельностью и распорядительностью при исполнении поручаемых ему работ и неоднократно удостаивался именных Высочайших благоволений.
В 1855 году Кренке был назначен командиром учебного сапёрного батальона и одновременно командирован для надзора за работами по приведению крепости Выборг в оборонительное положение по случаю Восточной войны.
22 июля 1860 года произведён в генерал-майоры и назначен начальником 2-й сапёрной бригады; в 1864 году — окружным интендантом Петербургского военного округа, 21 июля 1866 года — начальником 26-й пехотной дивизии, 30 августа 1867 года произведён в генерал-лейтенанты.
В 1869 году болезненное состояние вынудило его выйти в запас инженерного корпуса, но с объявлением русско-турецкой войны в 1877 г. Кренке по собственному желанию был назначен в действующую армию в распоряжение главнокомандующего. 9 июля был командирован для исследования пути и проложения дороги через Шипкинский перевал; несмотря на крайнюю трудность собрать и удержать на работах местных жителей, Кренке сумел с 14 июля по 7 августа устроить 11-верстную шоссированную дорогу по Шипкинскому подъёму и частью даже по южному склону Балкан. Когда российские войска заняли Шипку, Кренке присоединился к этому отряду, руководил с 7 по 9 августа оборонительным работами, а затем и самой обороной Шипки (по 11 августа); за оказанные при этом мужество и распорядительность награждён орденом св. Владимира 2-й степени. 8 сентября 1878 г. Кренке был удостоен ордена св. Георгия 4-й степени:
За храбрость и распорядительность в боях на Шипкинской позиции, 9, 10 и 11 Августа 1877 года.
С прибытием на Шипку генерала Радецкого Кренке отправился в Габрово для приведения его в оборонительное состояние и устройства дороги от Габрово до Шипки. С 22 августа по 18 сентября находился для поручений при Главной квартире, а затем на него было возложено заведование всеми работами по поддержанию в исправности путей сообщения в районе, занятом русской армией в Болгарии; здесь он проявил присущую ему неутомимую энергию и особую распорядительность в борьбе с самыми тяжёлыми условиями работ в ненастную осень и суровую снежную зиму.
По окончании войны он был назначен начальником военных сообщений в Болгарии; в то же время на него было возложено главное наблюдение за эвакуацией русских войск из Бургаса, а затем из Рущука и Силистрии.
В июне 1879 года Кренке был вновь зачислен в запасные войска по инженерному корпусу. Вернувшись в своё имение в Тихвинском уезде, обратился исключительно к сельскому хозяйству; составил сельскохозяйственную энциклопедию: «О сельском хозяйстве» (1868; выдержала несколько переизданий). Кроме того, Кренке написал популярную брошюру: «Картофель, какую он приносит пользу и как с ним обращаться» (1884).
Из военно-литературных трудов Кренке известны сочинения: «Оборона Балтийского побережья в 1854—56 гг.» (1887 г.); «Воспоминания» («Исторический вестник», август, 1893); кроме того, он состоял сотрудником «Инженерного журнала».
Кренке умер 31 мая 1893 года (исключён из списков умершим Высочайшим приказом о чинах военных 28 июня), его вдова Александра Александровна — 4 июля 1899 года; супруги Кренке похоронены на погосте Колбецкий Тихвинского уезда Новгородской губернии (в настоящее время — деревня Колбеки Бокситогорского муниципального района Ленинградской области)

## Награды
За свою службу Кренке был награждён многими орденами, в их числе:
- Орден Святой Анны 2-й степени (1848 год; Императорская корона к этому ордену пожалована в 1850 году)
- Орден Святого Владимира 4-й степени (1856 год)
- Орден Святого Станислава 2-й степени с Императорской короной (1858 год)
- Орден Святого Владимира 3-й степени (1863 год)
- Орден Святого Станислава 1-й степени (1864 год)
- Орден Святой Анны 1-й степени (1866 год)
- Орден Святого Владимира 2-й степени с мечами (1877 год)
- Орден Святого Георгия 4-й степени (8 сентября 1878 года)
- Орден Белого орла (1879 год)